# Засада в Глэсдраммане
Засада в Глэсдраммане (англ. Glasdrumman ambush) — атака Южно-Арманской бригады ИРА на британский пост наблюдения, состоявшаяся 17 июля 1981 года к юго-западу от Кроссмаглена в графстве Арма.

## Предыстория
Кризис, вызванный голодовкой ирландских заключённых-боевиков ИРА, привёл к усилению военного контингента британской армии в Северной Ирландии. Разведка британцев сообщила, что ирландские повстанцы стали строить тайные блокпосты и пункты наблюдения, а также угонять транспорт на контролируемых ИРА дорогах в Южном Арма около границы с Ирландией. Для предотвращения подобных происшествий британские войска стали собирать небольшие взводы близкого наблюдения (англ. close observation platoons) небольшой численностью, которые служили в качестве прикрытия (инициатором таких действий и такой тактики стал генерал-майор Дик Трант в 1977 году).
6 мая 1981 года, на следующий день после кончины Бобби Сэндса, боевик из отряда ИРА численностью в три человека попытался установить баррикады к востоку от главной дороги Белфаст-Дублин и не подпустить 12 человек из отряда Королевских зелёных мундиров. Второй доброволец из того же отряда перебежал ирландско-британскую границу и был арестован ирландскими солдатами. Третий боевик сбежал, получив тяжёлые травмы и выпустив 689 пуль в преследовавших его британцев.

## Бой
Стычки не прекратились. 16 июля 18 солдат из Королевских зелёных мундиров запланировали ещё одну операцию: четыре группы — «Альфа», «Браво», «Чарли» и «Дельта» — были введены в район Глэссдраммана. Ещё один отряд — группа реагирования — должен был атаковать из засады боевиков ИРА, а четыре группы должны были перекрыть им пути к отступлению. 17 июля командиры групп «Альфа» и «Чарли», обнаружив подозрительных личностей (предположительно, местных жителей), приказали им сложить оружие. Тут же команда «Браво» была обстреляна из пулемётов M60 и автоматов AR-15 (нападавших было шесть или семь человек), всего было выпущено более 250 пуль. Погиб на месте командир Гэйвин Дин, его подчинённый Джон Мур был тяжело ранен (его позднее наградили Воинской медалью). Стрельба велась с расстояния примерно в 160 ярдов.

## Последствия
Командование британской армии признало такие действия ошибочными и недопустимыми, поскольку такая тактика привела к потерям. В результате инцидента уровень безопасности в Южном Арма серьёзно снизился по причине местных симпатий к ИРА. Спустя несколько лет в 1990 году повторные действия ИРА повторила в рамках операции «Сохранение».